# کریس رایت (سیاستمدار)
کریستوفر آلن رایت (متولد ۱۴ ژانویه ۱۹۶۵) یک مقام دولتی، مهندس و تاجر آمریکایی است که از سال ۲۰۲۵ به عنوان هفدهمین وزیر انرژی ایالات متحده خدمت می‌کند. او قبل از انتصاب به این مقام، مدیرعامل اجرایی شرکت لیبرتی انرژی، دومین شرکت بزرگ فرکینگ آمریکای شمالی بود و در هیئت مدیره شرکت اُکلو (Oklo Inc) که یک شرکت فناوری هسته‌ای است و شرکت یی‌ام‌ایکس رویالتی کورپ (EMX Royalty Corp) که یک شرکت کانادایی دارای بهره مالکانه حق استخراج از معدن و حقوق معدنی است، خدمت می‌کرد.
در روز ۱۶ نوامبر ۲۰۲۴، رئیس‌جمهور دونالد ترامپ، رایت را به عنوان نامزد خود برای تصدی وزارت انرژی ایالات متحده معرفی کرد. در روز ۳ فوریه ۲۰۲۵، سنای ایالات متحده با ۵۹ رای موافق در برابر ۳۸ رای به او رای اعتماد داد. او در همان روز سوگند یاد کرد. او به عنوان یکی از اعضای کابینه ایالات متحده، پانزدهمین نفر در ردیف جانشینی ریاست جمهوری است.

## زندگی شخصی و دوران اولیه
رایت در سال ۱۹۶۵ به دنیا آمد و در کلرادو بزرگ شد. او مدرک لیسانس در رشته مهندسی مکانیک و مدرک کارشناسی ارشد در رشته مهندسی برق را از موسسه فناوری ماساچوست (MIT) گرفت. او دانشجوی کارشناسی ارشد مهندسی برق در دانشگاه کالیفرنیا، برکلی و مؤسسه فناوری ماساچوست بود. رایت و همسرش لیز در شهر انگلوود، ایالت کلرادو زندگی می‌کنند.